# سپ فان مارک
سپ فان مارک (انگلیسی: Sep Vanmarcke؛ زادهٔ ۲۸ ژوئیهٔ ۱۹۸۸) دوچرخه‌سوار اهل بلژیک است.
از باشگاه‌هایی که در آن بازی کرده‌است می‌توان به تیم لوتوان‌ال–یومبو، اسپورت فلاندر-بالوزه، کنندیل–دراپاک، و کنندیل–دراپاک، اشاره کرد.